# Национальный стадион (Мальта)
Национальный стадион Мальты — главное и самое большое спортивное сооружение Мальты. На этом стадионе проводятся матчи чемпионата Мальты по футболу, а также международные матчи. Стадион находится в деревне Та-Кали и вмещает 17 000 зрителей, для концертов количество мест увеличивается до 35 000.

## Помещения
Комплекс стадиона также включает два спортзала, плавательный бассейн, два корта для сквоша, тир, ресторан, кафетерии и бары.